# Rávdurivier (Råst)
De Rávdurivier (Zweeds: Rávdujohka) is een rivier die stroomt in de Zweedse gemeente Kiruna. De rivier verzorgt de afwatering van het merencomplex Rávdujávri. De rivier stroomt naar het zuiden en levert haar water af in de Råstrivier. Ze is ongeveer 5 kilometer lang.
Afwatering: Rávdurivier → Råstrivier → Lainiorivier → Torne → Botnische Golf